# Anastas Mikojan
Anastas Ivanovitj Mikojan (ryska: Анастас Иванович Микоян, armeniska: Անաստաս Հովհաննեսի Միկոյան, Anastas Hovhannesi Mikojan), född 25 november (13 november enligt g.s.) 1895 i Sanahin, guvernementet Tiflis, död 21 oktober 1978 i Moskva, Ryska SFSR, var en sovjetisk politiker av armeniskt ursprung. 

## Biografi
Mikojan studerade teologi och påbörjade en utbildning till grekisk-ortodox präst, men avbröt denna och anslöt sig till bolsjevikerna 1915. Han spelade en viktig roll vid Azerbajdzjans sovjetisering 1917–1920, och var därefter partiets främste man i Transkaukasien. 1923 blev han ledamot av partiets centralkommitté, 1935 ledamot av politbyrån. Mikojan anslöt sig tidigt till Stalin och blev en av dennes trognaste medhjälpare. Åren 1926–1930 var han folkkommissarie för utrikes- och inrikeshandel och 1930–1938 folkkommissarie för varudistribution och livsmedelsindustri. År 1937 blev Mikojan vice ordförande i folkkommissariernas råd (1946 ersatt av Sovjetunionens ministerråd), 1938 folkkommissarie och sedermera minister för utrikeshandel. 1937 blev han även medlem av Sovjetunionens högsta sovjet, och var under andra världskriget ledamot av försvarsrådet. Mikojan, som från 1946 bar titeln handelsminister, entledigades 1949 från detta ämbete.
Mikojan stödde Chrusjtjov i maktkampen mot Malenkov och den "partifientliga" gruppen inom partiledningen 1957. Han var förste viceordförande i ministerrådet (vice premiärminister) från 1955 till 1964 och därefter presidieordförande i högsta sovjet (president) 1964–1965, men kvarstod i centralkommittén till 1976. Han utgav sina memoarer 1970 i tidskriften Junost ("Ungdom"). 
I sina memoarer avslöjade Mikojan att Kirov fått 300 fler röster än Stalin vid 17:e partikongressen, men att Kirov avstod. Kirov talade om det för Stalin, vilken hotade att hämnas på hela kongressen, men naturligtvis mest på Kirov personligen.  Under de följande åren sköts 1108 av de totalt 1966 delegaterna som ’folkets fiender’. 
Anastas Mikojan var bror till flygplansutvecklaren Artiom Mikojan.